# 福山ダービー
福山ダービー（ふくやまダービー）とは福山市競馬事務局が福山競馬場のダート1800メートルで施行していた地方競馬の重賞競走である。福山競馬場でデビューした3歳馬による競走。
2011年までの正式名称は「日刊スポーツ杯 福山ダービー」で、日刊スポーツ新聞社が優勝杯を提供。2013年は「広島県馬主会会長杯 福山ダービー」として施行。廃止時の負担重量は定量で56キログラム、牝馬は54キログラム。廃止時の賞金総額は202万5000円で、1着賞金150万円、2着賞金30万円、3着賞金15万円、4着賞金7万5000円と定められていた。

## 歴史
- 1974年 - アラブ系4歳（現表記3歳）馬の重賞として創設。福山三冠の第1戦に位置付けられる。
- 1985年 - 藤尾育央が騎手として史上初の三連覇。
- 2005年 - アラブ系競走馬の補助金不正受給事件をうけ、開催時期が5月22日から[3]6月12日に変更された。
- 2007年 - 福山競馬場のサラブレッド導入にあたり、出走条件がアラブ系からサラブレッド系へと変更される。アラブ系競走馬に対しては福山アラブダービーが設けられる。
- 2008年 - この年のみ、1600mの競走距離で施行。
- 2011年 - 牡馬とせん馬が1頭も出走しなかった[4]。
- 2013年 - 3月24日の開催をもって福山競馬場が廃止となるため、2か月繰り上げて3月17日に行われ、40年の歴史に幕を下ろした。

### 歴代優勝馬
馬齢は2000年まで旧表記、2001年以降は現表記。
| 回数   | 施行日        | 優勝馬             | 性齢  | 所属 | タイム | 優勝騎手   | 管理調教師 |
| ------ | ------------- | ------------------ | ----- | ---- | ------ | ---------- | ---------- |
| 第1回  | 1974年3月10日 | イセタイコウ       | 牡4   | 福山 | 2:03.2 | 藤岡優     | 谷原徳三   |
| 第2回  | 1975年3月23日 | カツラテスター     | 牡4   | 福山 | 2:05.6 | 堀部重昭   | 鋤田久     |
| 第3回  | 1976年4月4日  | ユニオンエース     | 牡4   | 福山 | 2:03.1 | 藤井勝也   | 楠見政徳   |
| 第4回  | 1977年4月10日 | ヒダカセイユウ     | 牡4   | 福山 | 2:01.6 | 番園一男   | 部谷久司   |
| 第5回  | 1978年4月9日  | ガリトライナー     | 牡4   | 福山 | 2:04.2 | 番園一男   | 寺田忠     |
| 第6回  | 1979年4月8日  | ユキフジ           | 牝4   | 福山 | 2:00.7 | 桑田忠規   | 千同武治   |
| 第7回  | 1980年4月6日  | テルステイツ       | 牡4   | 福山 | 1:58.8 | 宮岡大宏   | 上原齊     |
| 第8回  | 1981年4月5日  | ウインホープ       | 牡4   | 福山 | 1:59.9 | 高本敏明   | 東森實     |
| 第9回  | 1982年4月11日 | ミハルモンテス     | 牝4   | 福山 | 2:02.9 | 黒川幹生   | 高本修一   |
| 第10回 | 1983年5月1日  | マグニカチドキ     | 牡4   | 福山 | 2:01.6 | 藤尾育央   | 那俄性裕   |
| 第11回 | 1984年4月29日 | サワトヨキング     | 牡4   | 福山 | 2:03.4 | 藤尾育央   | 堀部重昭   |
| 第12回 | 1985年4月28日 | ミスタージヨージ   | 牡4   | 福山 | 2:00.2 | 藤尾育央   | 那俄性裕   |
| 第13回 | 1986年4月27日 | ローゼンホーマ     | 牡4   | 福山 | 2:00.9 | 那俄性哲也 | 寺田忠     |
| 第14回 | 1987年7月19日 | タマキサンセイ     | 牡4   | 福山 | 2:01.4 | 桒田晃     | 弓削和彦   |
| 第15回 | 1988年5月1日  | ムサシボウ         | 牡4   | 福山 | 2:03.6 | 石井幸男   | 石井勝教   |
| 第16回 | 1989年4月30日 | アサリユウセンプー | 牡4   | 福山 | 2:00.5 | 那俄性哲也 | 濱田輝和   |
| 第17回 | 1990年4月29日 | チエリーライナー   | 牝4   | 福山 | 2:02.5 | 神原勝志   | 高畦治夫   |
| 第18回 | 1991年4月28日 | ハイセンプー       | 牡4   | 福山 | 2:00.5 | 小嶺英喜   | 末廣八十夫 |
| 第19回 | 1992年4月26日 | イナリセンプー     | 牝4   | 福山 | 2:04.7 | 鋤田誠二   | 吉井英隆   |
| 第20回 | 1993年4月25日 | オールセンプー     | 牡4   | 福山 | 2:04.9 | 田邉廣文   | 寺田孝     |
| 第21回 | 1994年5月1日  | ピアドタイトル     | 牝4   | 福山 | 2:01.2 | 嬉勝則     | 白津壽己   |
| 第22回 | 1995年4月23日 | スマノカルダン     | セン4 | 福山 | 2:01.1 | 片桐正雪   | 那俄性裕   |
| 第23回 | 1996年4月28日 | ダギロ             | 牡4   | 福山 | 2:02.4 | 鋤田誠二   | 堀部重昭   |
| 第24回 | 1997年4月29日 | ピアドハンター     | 牡4   | 福山 | 2:01.3 | 嬉勝則     | 白津壽己   |
| 第25回 | 1998年5月3日  | アキフジクラウン   | 牡4   | 福山 | 2:04.6 | 岡田祥嗣   | 吉井英隆   |
| 第26回 | 1999年5月2日  | ドミネーター       | 牡4   | 福山 | 2:01.8 | 嬉勝則     | 楠見政徳   |
| 第27回 | 2000年4月30日 | アレクシア         | 牝4   | 福山 | 2:00.3 | 藤本三郎   | 那俄性裕   |
| 第28回 | 2001年5月5日  | ユノワンサイド     | 牡3   | 福山 | 2:00.9 | 石井幸男   | 番園一男   |
| 第29回 | 2002年5月6日  | トモシロトーザイ   | 牡3   | 福山 | 2:02.8 | 藤本三郎   | 高本友芳   |
| 第30回 | 2003年5月5日  | ユノエージェント   | 牡3   | 福山 | 2:00.1 | 嬉勝則     | 番園一男   |
| 第31回 | 2004年5月23日 | タッカーワシュウ   | 牡3   | 福山 | 2:01.7 | 鋤田誠二   | 堀部重昭   |
| 第32回 | 2005年6月12日 | チュウオーバロン   | 牡3   | 福山 | 2:03.6 | 周藤直樹   | 小嶺英喜   |
| 第33回 | 2006年5月21日 | バクシンオー       | 牡3   | 福山 | 1:57:8 | 野田誠     | 堀部重昭   |
| 第34回 | 2007年5月20日 | モエロアルカング   | 牡3   | 福山 | 2:01.2 | 岡崎準     | 江口秀博   |
| 第35回 | 2008年5月18日 | サンディナナ       | 牝3   | 福山 | 1:48.3 | 楢崎功祐   | 胡本友晴   |
| 第36回 | 2009年5月10日 | アグリヤング       | 牡3   | 福山 | 1:59.8 | 嬉勝則     | 江口秀博   |
| 第37回 | 2010年5月2日  | フォーインワン     | 牡3   | 福山 | 2:00.3 | 楢崎功祐   | 松本満夫   |
| 第38回 | 2011年5月1日  | ムツミマックス     | 牝3   | 福山 | 1:58.4 | 池田敏樹   | 末廣卓己   |
| 第39回 | 2012年5月13日 | アグリノキセキ     | 牡3   | 福山 | 1:59.9 | 三村展久   | 高本友芳   |
| 第40回 | 2013年3月17日 | カイロス           | 牡3   | 福山 | 1:58.0 | 佐原秀泰   | 高本友芳   |